# Freya

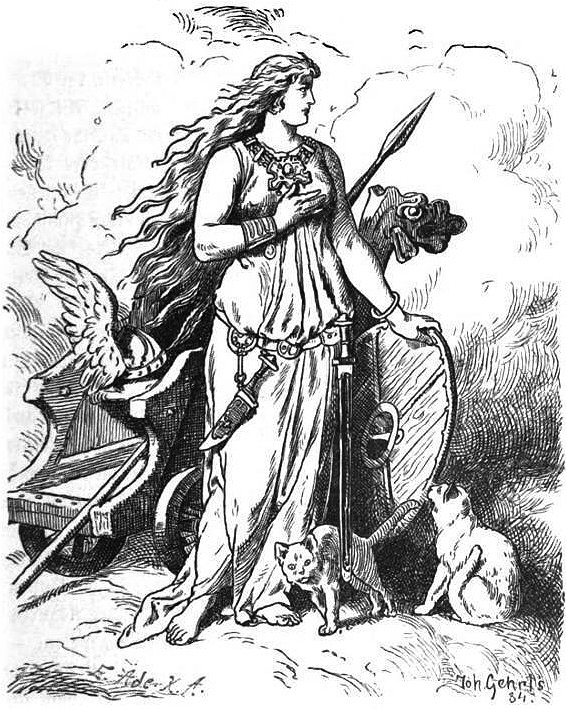
"Freya" (1901) de Johannes Gehrts.

În  mitologia nordică ,  'Freyja'  (norvegiană veche: frœyjɑ -Doamna) este o zeiță asociată cu dragostea, frumusețea, fertilitatea, sexul, războiul, aurul și magia. Freyja este proprietarul colierului  Brísingamen , se deplaseazǎ cu  un car tras de două pisici, este însoțitǎ de mistrețul Hildisvíni și posedă o mantie cu pene de șoim . Fiind căsătorită cu soțul ei  Óðr , ea este mama a două fiice, Hnoss și Gersemi. Împreună cu fratele ei geaman Freyr, tatăl ei Njörðr și mama ei ,  sora lui Njörðr ,  este membră a zeilor Vanir . Provenind din vechea norvegiană „Freyja”, formele moderne ale numelui includ „Freya”, „Freyia” și „Freja”.
Freyja stăpânește câmpul ei ceresc, Fólkvangr, unde primește jumătate din cei care mor în luptă. Cealaltă jumătate merge în sala zeului Odin, Valhalla. În Fólkvangr se află sala ei, Sessrúmnir. Freyja ajută alte zeități permițându-le să-și folosească mantia cu pene, este invocată în materie de fertilitate și dragoste și este frecvent căutată de puternici   jötnar  care o doresc să o ia de soție. Soțul lui Freyja, zeul Óðr, este frecvent absent. Plânge lacrimi de aur roșu pentru el și îl caută sub diferite nume. Freyja are numeroase nume, inclusiv „Gefn”, „Hörn”, „Mardöll”, „Sýr” și „Vanadís”.
Freyja este atestată în  Edda poetică , compilată în secolul al XIII-lea din surse tradiționale anterioare; în  Proza Edda  și  Heimskringla , compuse de Snorri Sturluson în secolul al XIII-lea; în   Sagas of Icelanders; în nuvela " Sörla þáttr   ; în poezii și în  folclorul scandinav .
Savanții au dezbătut dacă Freyja și zeița Frigg provin în cele din urmă dintr-o singură zeiță comună între popoarele germanice; au conectat-o cu    valkyrie   , luptătoarele feminine de pe câmpul de luptă ale celor uciși; și a analizat relația ei cu alte zeițe și figuri din  mitologia germanică ,   Gullveig, zeițele Gefjon, Skaði , Þorgerðr Hölgabrúðr și Irpa , Menglöð și  "Isis" din Suebia . În Scandinavia, numele lui Freyja apare frecvent în numele plantelor, în special în sudul  Suediei . Diverse plante din Scandinavia au purtat odată numele ei, dar au fost înlocuite cu numele   Fecioarei Maria] pe vremea   procesului de creștinarea Scandinaviei. Scandinavii din mediul rural au continuat să o recunoască pe  Freyja ca o figură supranaturală în secolul al XIX-lea, iar Freyja a inspirat diverse opere de artă.
Acest articol referitor la mitologia nordică  este deocamdată un ciot. Puteți ajuta Wikipedia prin completarea lui!
1. 1 2 3 4  IeSBE / Freiia, sestra Freira[*] Verificați valoarea |titlelink= (ajutor)
2. ↑  IeSBE / Frei, v mifologii[*] Verificați valoarea |titlelink= (ajutor)